# 第23回クリティクス・チョイス・アワード
第23回クリティクス・チョイス・アワードは、放送映画批評家協会（米国）によって2017年の映画を対象に贈られる賞で、2018年1月11日の授賞式で発表され、その模様はCWテレビジョンネットワークで放送された。授賞式はサンタモニカ空港内のバーカー・ハンガーで行われ、オリヴィア・マンが司会を務めた。

## 受賞一覧

### 作品賞
- 『シェイプ・オブ・ウォーター』

### 監督賞
- ギレルモ・デル・トロ - 『シェイプ・オブ・ウォーター』

### 主演男優賞
- ゲイリー・オールドマン - 『ウィンストン・チャーチル/ヒトラーから世界を救った男』

### 主演女優賞
- フランシス・マクドーマンド - 『スリー・ビルボード』

### 助演男優賞
- サム・ロックウェル - 『スリー・ビルボード』

### 助演女優賞
- アリソン・ジャニー - 『アイ,トーニャ 史上最大のスキャンダル』

### 若手俳優賞
- ブルックリン・プライス（英語版） - 『フロリダ・プロジェクト 真夏の魔法』

### アンサンブル演技賞
- 『スリー・ビルボード』

### オリジナル脚本賞
- ジョーダン・ピール - 『ゲット・アウト』

### 脚色賞
- ジェームズ・アイヴォリー - 『君の名前で僕を呼んで』

### 撮影賞
- ロジャー・ディーキンス - 『ブレードランナー 2049』

### 美術賞
- Paul Denham Austerberry、en:Shane Vieau、en:Jeff Melvin - 『シェイプ・オブ・ウォーター』

### 編集賞
- ポール・マクリス、ジョナサン・エイモス - 『ベイビー・ドライバー』
- リー・スミス - 『ダンケルク』

### 衣裳デザイン賞
- マーク・ブリッジス - 『ファントム・スレッド』

### メイクアップ賞
- 『ウィンストン・チャーチル/ヒトラーから世界を救った男』

### 視覚効果賞
- 『猿の惑星: 聖戦記』

### アニメーション映画賞
- 『リメンバー・ミー』

### アクション映画賞
- 『ワンダーウーマン』

### SF/ホラー映画賞
- 『ゲット・アウト』

### コメディ映画賞
- 『ビッグ・シック ぼくたちの大いなる目ざめ』

### コメディ男優賞
- ジェームズ・フランコ - 『ディザスター・アーティスト』

### コメディ女優賞
- マーゴット・ロビー - 『アイ,トーニャ 史上最大のスキャンダル』

### 音楽賞
- アレクサンドル・デスプラ - 『シェイプ・オブ・ウォーター』

### 楽曲賞
- Remember Me - 『リメンバー・ミー』

### 外国語映画賞
- 『女は二度決断する』